# Рианчо, Рауль
Рау́ль Ру́ис Гонса́лес Риа́нчо (исп. Raúl Ruiz González-Riancho; род. 13 февраля 1960, Онтанеда, Кантабрия) — испанский футбольный тренер.

## Карьера
Начинал свою тренерскую карьеру на родине, в клубе «Химнастика» из Торрелавеги, в котором был тренером по физической подготовке. Проработал вместе с Мануэлем Пресиадо около десяти лет. В 2006—2014 годах работал на аналогичной должности в «Леванте» и «Рубине».
В 2014 году стал ассистентом нового главного тренера киевского «Динамо» Сергея Реброва. Команда в этот период дважды подряд становилась чемпионом Украины, один раз завоевала Кубок и Суперкубок страны, вышла в плей-офф Лиги чемпионов. Однако сезон 2016/17 «Динамо» провело неудачно, заняв последнее место в группе Лиги чемпионов и отстав от ставшего чемпионом «Шахтёра» на 14 очков, после чего Ребров со своим штабом (и, соответственно, Рианчо) покинул команду.
После ухода из «Динамо» два года работал ассистентом Андрея Шевченко в национальной сборной Украины.
В 2018 году перешёл на работу в московский «Спартак», где стал ассистентом Массимо Карреры. 22 октября 2018 года после увольнения Карреры со своего поста, Рианчо был назначен на должность исполняющего обязанности главного тренера. Под его руководством команда сыграла 6 матчей — три в чемпионате России (ничья и два поражения), один в Кубке России (победа) и два — в Лиге Европы (победа и ничья). 12 ноября 2018 года после назначения на должность главного тренера Олега Кононова, Рианчо покинул московский «Спартак».